# Выход нейтронов на одно поглощение
Выход нейтронов на одно поглощение η — среднее количество нейтронов, образующихся при поглощении нейтрона атомом ядерного топлива с последующим его делением в ходе цепной ядерной реакции.
В ядерное топливо кроме делящихся веществ вводят вещества-разбавители. Они улучшают механические свойства и радиационную стойкость ядерного топлива, что, в свою очередь, повышает выгорание ядерного топлива за кампанию. Все нейтроны, поглощённые в ядерном топливе, подразделяют на две группы. Одна из них вызывает деление ядер, другая расходуется на радиационный захват в уране и во всех остальных компонентах ядерного топлива.
Каждый нейтрон, делящий 235U, порождает νf нейтронов деления. Если обозначить αя.т долю всех нейтронов, захваченных ядерным топливом с делением, то среднее число нейтронов деления на один поглощённый нейтрон в ядерном топливе (выход нейтронов на одно поглощение) будет следующим:
η=αя.тνf
Общее число нейтронов, поглощаемых в единице объёма топлива за 1 с, равно (ΣUa+ΣPa)φ, из них вызывают деление Σfφ нейтронов. Следовательно,
αя.т=Σf / (ΣUa+ΣPa), где
ΣUa — макроскопическое сечение поглощения урана;

ΣPa — макроскопическое сечение поглощения разбавителя;

Σf — макроскопическое сечение деления урана.
Для увеличения выхода нейтронов на одно поглощение используют обогащённый уран, который разбавляют материалами с небольшим сечением радиационного захвата. Последнее приобретает особую важность в реакторах-размножителях, так как коэффициент воспроизводства зависит не только от обогащения урана, но и от поглощения нейтронов в разбавителях.